# Ludwik Mękarski

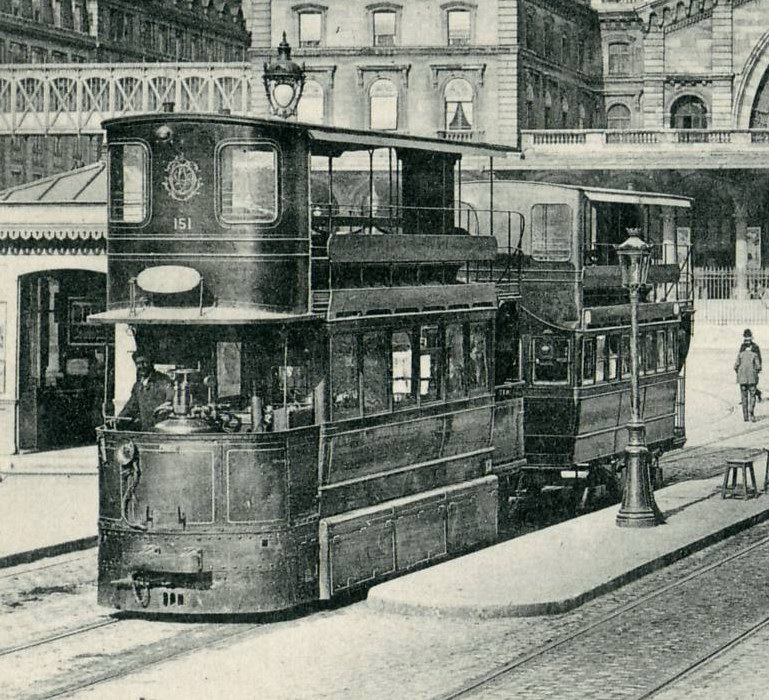
Tramwaj Mękarskiego na ulicach Paryża (1900)

Ludwik Mękarski (fr. Louis Mékarski) (ur. 25 stycznia 1843 w Clermont-Ferrand, zm. 1923 w Montmorency) – francuski konstruktor polskiego pochodzenia, pionier wykorzystania silników pneumatycznych w pojazdach, wynalazca napędu znanego jako system Mékarskiego.

## Życiorys
Był synem Jana Nepomucena Mękarskiego, urodzonego w 1806 w Mstowie koło Częstochowy kuzyna króla Stanisława Augusta Poniatowskiego. Ojciec inżyniera po stłumieniu powstania listopadowego wyemigrował w 1831 do Francji.
Jego siostrą była Paule Mékarski, bardziej znana jako Paule Minck – francuska działaczka feministyczna i socjalistka.

### Wynalazki

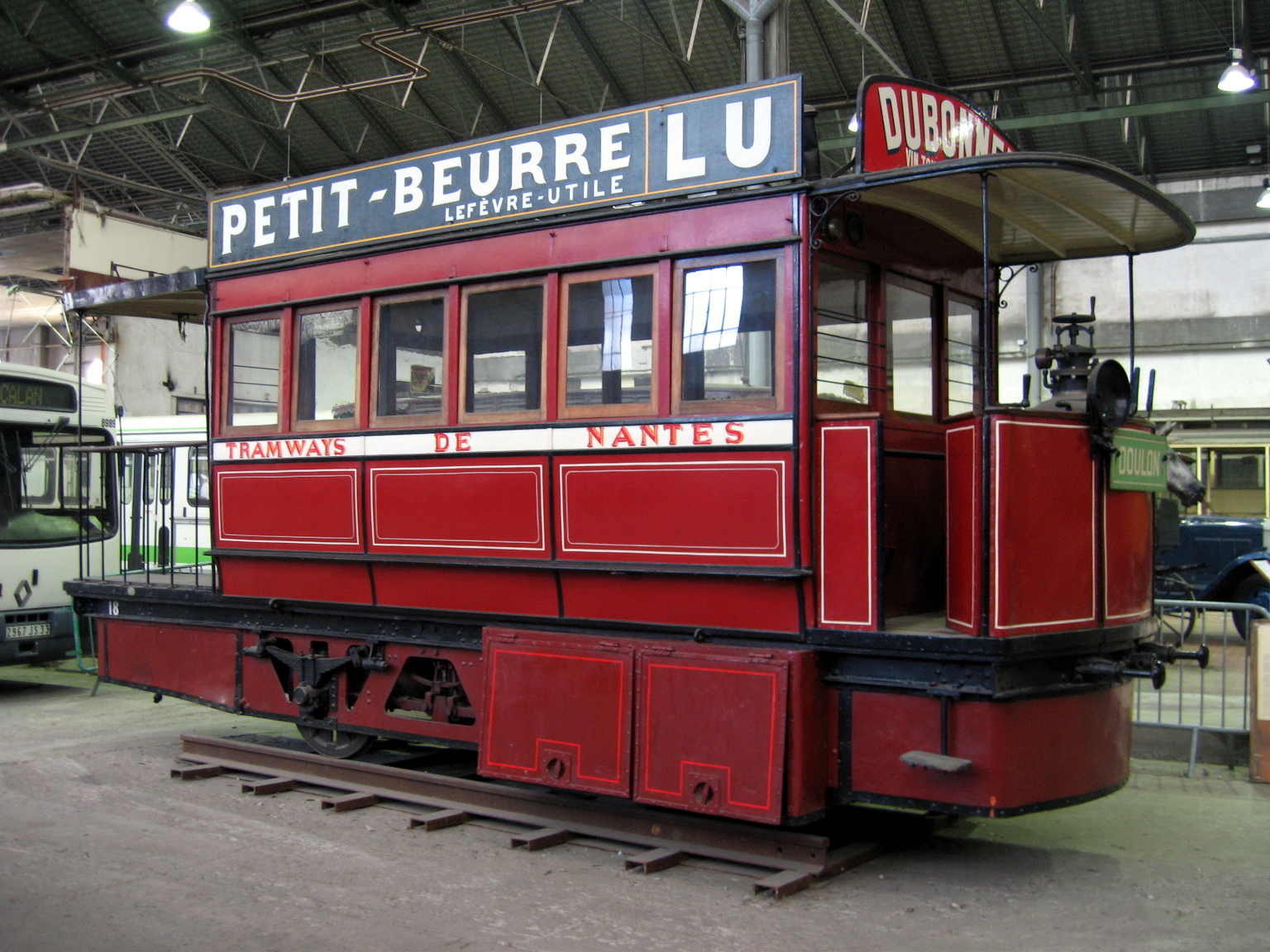
Tramwaj systemu Mékarskiego z Nantes, zachowany w Muzeum Transportu Miejskiego w Paryżu

W 1870 Ludwik Mękarski wymyślił silnik pneumatyczny do napędu tramwajów, który był alternatywą dla tramwajów konnych i tramwajów parowych. W 1872 i 1873 opatentował swój projekt, który w 1876 testowany był na linii TN w Paryżu. Pierwsze wdrożenie zrealizowano w Nantes w 1879.
Tramwaje Ludwika Mękarskiego cieszyły się dużą popularnością we Francji pod koniec XIX i na początku XX wieku. Obsługiwały linie tramwajowe w:
- Nantes (1879–1913), zob. tramwaje w Nantes
- Paryżu (1887–1914), zob. tramwaje w Île-de-France
- Vichy (1895–1927), zob. tramwaje w Vichy
- Aix-les-Bains (1897–1908), zob. tramwaje w Aix-les-Bains
- Saint-Quentin (1899–1908), zob. tramwaje w Saint-Quentin
- La Rochelle (1901–1929), zob. tramwaje w La Rochelle

Poza Francją linia na nich oparte istniały także w szwajcarskim Bernie (1890–1902) oraz Londynie. Napęd Mękarskiego wykorzystano także drążąc tunel kolejowy Świętego Gotarda.
W 1903 razem z Paulem N. Lucas-Girardville opatentował napęd dla samochodów oparty na tej samej zasadzie. W 1907 opatentował sprężynujące koło.
W Nantes upamiętnia go aleja jego imienia.